# Вандер Виейра
Вандер Сакраменто Виейра, или просто Вандер (на португалски: Vander Sacramento Vieira), е бразилски атакуващ полузащитник, състезател на кипърският клуб АПОЕЛ..

## Кариера

### Ранни години
Започва да играе във ФК Мадурейра, а през 1998 г., когато е на 10 години, го откриват скаути на гранда Фламенго, и той заиграва в школата на клуба. Футболиста се откроява с добра техника, пасове и стрелба, в допълнение към високата му скорост и демараж.
През 2007 г. печели трето място в Шампионската младежка купа в младежкото световно първенство за играчи до 19 г. в Малайзия. Получава предложение да заиграе в Португалия, но отказва заради желанието му да играе за Фламенго.

### Фламенго и Америка
През 2009 г. той преминава в мъжкия отбор на Фламенго, но трудно намира място в титулярния състав, като на позицията която играе титуляр е бившата звезда на Фламенго Ромарио, което води до преотстъпването му във ФК Америка в първа дивизия на Кампеонато Кариока. Идеята е да се натрупа опит, след което да се завърне в клуба.

### Дюк де Кашиаш
През 2010 г. Вандер е преотстъпен на играещия по това време в първа дивизия ФК Дюк де Касиас. През септември същата година се завръща в родния клуб, като част от състава на Фламенго в Кампеонато Бразилейро Sub-23.

### Литекс (Ловеч)
През 2012 година е пред договор с Литекс и пристига в Ловеч за медицински тестове. Последните събития около отбора и неговия собственик принуждават неговият мениджър Руджерио Перейра да го предложи на Ботев (Пловдив).

### Ботев (Пловдив)
На 13 юли 2012 г. той подписва със спечелия бараж за влизане в българската А ФГ ПФК Ботев (Пловдив). За кратко време се адаптира и става основен играч и един от голмайсторите на клуба.

## Отличия

### АПОЕЛ
- Кипърска първа дивизия (2): 2015/16, 2016/17